# Zimní spartakiáda národů SSSR 1966
II. zimní spartakiáda národů SSSR se konala v březnu 1966 ve Sverdlovsku, Gorkém, Terskolu (středisko Čeget) a Kyjevě. Včetně kvalifikací se spartakiády zúčastnilo 10 milionů sovětských sportovců. Šampion Spartakiády zároveň obdržel titul Šampion SSSR. Zahajovací a závěrečný ceremoniál se konal na Centrálním stadionu ve Sverdlovsku. V hodnocení týmů vyhrál tým Moskvy před týmem Leningradu.

## Sporty

### Rychlobruslení
Rychlobruslení se konalo na Centrálním stadionu ve Sverdlovsku. Vítězství vybojoval Boris Guljajev (Sverdlovsk) na vzdálenosti 500 m časem 41,3 s. Dvakrát zvítězil Eduard Matusevič (Bělorusko) na 1500 m časem 2:08,3 a také ve víceboji ziskem 180,501 bodu. Valerij Lavruškin (Moskva) zvítězil na vzdálenosti 5000 m časem 7:46,3 a Stanislav Seljanin (Irkutsk) na vzdálenosti 10 000 m časem 15:51,4.
V ženách třikrát vyhrála Valentina Steninová (Sverdlovsk na 500, 1500 m a víceboj, 46,2 s, 2:25 a 197,516. Reprezentantky Čeljabinsku Taťjana Sidorovová a Anna Sablinová zvítězily na 1000 m (1:37,7) a 3000 m (5:22,5).

### Klasické lyžování
Klasické lyžování se konalo v Uktusských horách na Středním Urale. Běh na 5 km vyhrála Klavdija Bojarskichová (Sverdlovsk) před Alevtinou Kolčinovou (Moskva). V běhu na 50 km byl Vjačeslav Vedenin třetí. Pozornost vzbudil Alexandr Tichonov (Novosibirsk). Štafetu mužů na 4 × 10 km vyhrál tým Moskvy (Akentijev, Vedenin, Vorončichin, Nasedkin), druhý skončil tým Novosibirsku (Smirnov, Soloďankin, Ljazgin, Tichonov), když Tichonov zlepšil výsledek na posledním úseku.
Skokani závodili na novém skokanském můstku Uktus, vybudovaném přímo na spartakiádu. Před velkým množstvím diváků zvítězil 20letý Valerij Jemeljanov (Sverdlovsk).

### Sjezdové lyžování
Sjezdové lyžování se konal na svazích hory Čeget v Terskolu v Kabardsko-Balkarsku. Ve sjezdu na trati o délce přibližně 2500 m zvítězil Vitalij Monastyrev (Moskva) v čase 1:52,1.

### Krasobruslení
Krasobruslení se konalo v Kyjevě na ledě Paláce sportu. V ženách zvítězila Tamara Moskvinová a druhá skončila Galina Gržibovská, která vyhrála volnou jízdu.  Dvojice vyhráli Ljudmila Bělousovová s Olegem Protopopovem (Leningrad).

### Lední hokej
Lední hokej se hrál ve Gorkém a zvítězil tým Moskvy, před týmy Sverdlovské a Kemerovské oblasti. Finále vyhrál tým Moskvy 6:4.